# Menhir de Montifray
Le menhir de Montifray, appelé aussi pierre du Pont-Champion est un menhir situé sur la commune de Beaumont-la-Ronce dans le département de l'Indre-et-Loire.

## Protection
Le menhir est classé au titre des monuments historiques par arrêté en du 25 juin 1943.

## Description
Le menhir est constitué d'un bloc de poudingue piriforme mesurant 2,80 m de haut sur 1,30 m de large et 0,80 m d'épaisseur.